# Cazengo
Cazengo é um município da província do Cuanza Norte, em Angola. Tem sede na cidade de Nadalatando, a capital da província, sendo portanto também o município capital da mesma.
Tem 1 793 km² e cerca de 109 mil habitantes. É limitado a norte pelo município do Golungo Alto, a leste pelos municípios de Lucala e Cacuso, e a sul e a oeste pelo município de Cambambe.
O município é constituído pela comuna-sede, correspondente à cidade de Nadalatando, e pela comuna de Canhoca.